# Уфици
Галерија Уфици (итал. Galleria degli Uffizi) комплекс је зграда у Фиренци и спада у један од најстаријих и најугледнијих музеја уметности на свету.

## Историја
Првобитна намена ових зграда, подигнутих у периоду 1559—1581. године, била је да служе као архиви, бирои и министарства републиканске Фиренце. Италијанска реч уфици (uffici) значи бирои. Архитекте су били Ђорђо Вазари, Бернардо Буонталенти и Алфонсо Париђи Млађи. Временом, овде су се сакупљала уметничка дела, тако да је ова збирка за јавност отворена 1765.
Данас овај музеј представља највећу ренесансну пинакотеку, односно збирку сачињену превасходно од слика, док су у засебним музејским огранцима широм Фиренце смештена остала уметничка дела. Тако су скулптуре и предмети примењене уметности налазе у Националном музеју Барђело, етрурске збирке у Археолошком музеју, накит и драгуљи у Музеју златарства у палати Пити, док су неке слике по строгом квалитативном одабиру однете у Галерију Академије, а Анђеликова дела углавном враћена у Манастир Светога Марка. Ренесансна дела и култура савршено се стапају с амбијентом фирентинске галерије, која је и сама својеврсно прекрасно уметничко дело, хармонично и складно, савршено уклопљено у градску средину. Галерија Уфици је прави живи организам, са обавезним модерним концептом по коме је музеј место отвореног дијалога између људи и саме уметности. Ово велелепно здање првобитно је требало да буде седиште тринаест фирентинских судова са пратећом администрацијом и бирократијом. Године 1561, Козимо I Медичи наручује изградњу Уфиција у непосредној близини своје Господарске палате, да би тако лакше контролисао последње институције републиканске Фиренце.
Сам Козимо определио се за „сигурнији и статичнији” стил дорских архитрава због јасне политичке асоцијације на мит о Херкулу, који је био омиљен у Фиренци тога доба. Козимо I је предвидео да на спољашњој фасади буду нише, удубљења у зиду која ће красити скулптуре чувених Фирентинаца, војсковођа, књижевника и владара.

### XVI век
У источном крилу на последњем спрату палате, Франческо Медичи, Козимов наследник, отворио је 1581. године први, најстарији музеј у Европи. Након три године, довршена је и Трибуна, срце музеја, коју је пројектовао Брунелески. Имала је осмоугаону основу и свод украшен седефом. Ту су излагана најлепша дела из колекције породице Медичи, којима су посебан тон давали зидови пресвучени црвеним плишом. Сагледана у целини, Трибуна је била сложена алегорија која је представљала историју елемената у космосу: ваздуха, земље, ватре и воде, које је "човек-стваралац" надвладао и претворио у лепоту. Ту су своје место нашла ремек-дела попут Анђелка музичара Роса Фјорентина и Коређово обожавање христа, које је мантовански војвода поклонио Козиму II. Од 1704. године, у Трибуни су излагана и дела венецијанских мајстора, Тицијана, Тинторета и Веронезеа, као и два Бронцинијева портрета, Лукреције и Бартоломеа Панчатикија. После Франческа I долази Фердинанд I који је у сарадњи са Буонталентијем довршио такозвану прву фазу реализације Уфиција. У западно крило смештени су бројни лаборантски уметници и "топионица" или "апотека" у којој су дестилисани парфеми и прављени лекови и отрови.
Године 1586. Буонталенти је започео реализацију источног дела Уфиција, саградивши на доњем спрату позориште "Медичи" у коме се данас налази Кабинет цртежа и штампе. Тако је Уфици добио веома модеран, вишенаменски изглед.

### XVII век
У XVII веку, кардинал Леополд Медичи, брат великог војводе Фердинанда II, који је био следбеник нових тежњи и пријатељ Галилеја, први је почео да прави специјализоване збирке венецијанског сликарства, цртежа, минијатура и аутопортрета уметника од којих су после његове смрти настала многобројна одељења проширене Галерије.
Изванредни мецене и колекционари били су сви чланови породице Медичи, не само велике војводе. Из породичних вила и палата у Уфици су се сливала многобројна ремек-дела, која су преношена генерацијама, с колена на колено. Тако је Антонио, син Бјанке Капело и Франческа I, који је у своме дому у Сан Марку имао Мантењин Триптих, Леонардово Поколење мудраца и две Ботичелијеве табле Јудитиних прича, обогатио колекцију у Галерији Уфици, баш као и кардинал Јован Карло; брат Фердинанда II, у чијој велелепној колекцији су била ремек-дела попут Рафаелове Богородице са чешљугарем, али и радови разних венецијанских сликара.
Године 1631, из Урбина су у Уфици стигла чувена Тицијанова дела, као и диптих урбинских војвода који је насликао Пјеро дела Франческа. Ова ремек-дела раније су припадала Виторији дела Ровере, супрузи Фердинанда II, и налазила су се у вили Пођо Империјале. Но, један од највећих колекционара у породици Медичи био је принц Леополд који је 1667. године постао кардинал. Могли би се рећи да свака десета слика у Галерији Уфици потиче из његове личне збирке. међу њима су Диреров Портрет уметниковог оца, Тицијанов Портрет малтешког витеза и Досова Вештичарења. Пажњу колекционара Леополда посебно су привлачили аутопортрети сликара, минијатурни портрети и цртежи које је систематично сакупљао и који чине главнину наслеђа Кабинета цртежа и штампе.

### XVIII век
Током XVIII века, археолошка истраживања постала су све систематичнија, па су у Уфици стигле етрурске бронзане статуе, урне и вазе, тако да је Галерија постала универзално стециште свих историјско-уметничких видова културе.
Велики принц Фердинанд, Син Козима III, желео је да модернизује амбијент, па је у Фиренцу позвао сликаре попут Мањаска. Његова је заслуга што су се на улазу у Уфици нашле Богородица са Харпијама Андреа дел Сарта и Пармиђанинова Богородица дугог врата. Козимо III је у Уфици донео античке статуе из Боболија, као и дела фламанских мајстора које је купио у ондашњој Низоземској. Од 1723, Фиренцом је владао Ђан Гастоне Медичи који је дао да се направи прилазно степениште од Уфиција до библиотеке Маљабекиана и да се доврши сала Медаља у којој је било изложено 30.000 медаља. Настављена је и катаголизација по секторима.
Најзначајнија личност за опстанак и будућност Галерије Уфици била је последња представница лозе Медичи – Ана Марија Луиза, супруга палатинског електора и ћерка Козима III, изванредна личност дубоког уметничког и културног сензибилитета. У историји Фиренце остала је забележена као особа коју су сви поштовали и којој су се дивили. Данас је њен портрет изложен на улазу у Уфици. Године 1737, Ана Марија Луиза је са новом лоренском династијом склопила споразум по којем им уступа породично наслеђе Медичија, али по строго одређеним условима:
| „ | Да служе за украс државе, на корист народа и за привлачење радозналости странаца, а да ништа не сме да се удаљи или односе ван престонице и државе Великог војводства. Уметничка дела не могу бити пуки украс у палати владара, већ њима мора да располаже држава да би их дала на коришћење, како широј фирентинској јавности, тако и странцима чије занимање треба да побуни и подстакне развој туризма. | ” |

Принцеза је своју вољу потврдила и тестаментом 1743. године и она је до данашњег дана углавном испоштована.
Франческо II Лоренски је постао аустријски цар 1745, када је напустио Фиренцу и преселио се у царску престоницу Беч. Претходно је наложио да се ураде рељефи и цртежи у фирентинској галерији по угледу на бечку Пинакотеку. Пројектом који је прекинула његова смрт, руководио је Грејс. У лето 1762, у галерији је избио пожар који је срећом проузроковао само ограничену штету. Касније је архитекта Пелегрини пројектовао величанствено спирално степениште којим је омогућен нови приступ Уфицију. На власт долази Пјетро Леополдо који трансформише Галерију у стилу и духу напредније и модерније бечке цивилизације, чиме нарушава мултидисциплинарну глобалност која је била главна карактеристика Уфиција у доба династије Медичи.
Године 1785, основана је Академија лепих уметности с којом је био повезан музеј, огранак Уфиција. Купљена су значајна дела као што је Ботичелијева Клевета из палате Пити или стара скулпторска група Ниобе, из виле Медичи у Риму. Направљена је нова, Ниобина сала, са гипсаним рељефима и огромним Рубенсовим платнима на зидовима, која ће постати симбол неокласицистичке културе, као што је Трибуна била у време маниризма. Године 1793, нови директор Томазо Пучини разменио је са музејом у Бечу неколико слика, тако да је у Уфици донета Тицијанова Флора. Касније је отишао у Париз и купио многобројна платна француских сликара. Из палате Пити пренети су у Уфици неки радови Полајола и Канелета, тако да је крајем XVIII века у галерији извршена хронолошка класификација ремек-дела, од старог Египта до савремених мајстора.

### XIX век
У другој и трећој деценији XIX века, музејска колекција се и даље увећавала, па је набављено Ботичелијево Рођење Венере, Фрањин портрет, нека Перуђинова дела и Фроманов Лазаров триптих. У другој половини XIX века Тоскана постаје део Уједињене краљевине Италије, а Фиренца главни град, па је позориште „Медичи“, претворено у скупштинско здање. Године 1864, гради се музеј Барђело, а 1869. музеј Светог Марка. Ту су пребачена многа значајнија дела из Уфиција.

### XX век
Током првих деценија XX века, купљено је још значајнијих слика, углавном из италијанских сликарских школа које до тада нису биле заступљене у збиркама.
У периоду између два светска рата, нека дела су пребачена из Галерије Академије у Уфици. Међу њима су били: Чимабуева и Ђотова Маеста (Богородица са Христом у слави), Мазолинова и Мазачова Света Ана, Поклоњење мудраца Ђентилеа из Фабријана и Ботичелијево Пролеће. Истовремено је из Уфиција у палату Пити пренето стотинак радова, пошто су колекције класификоване по сликарским школама. Тако је у магацинима откривен и препознат Каравађов Млади Бах.
Улазак Италије у Други светски рат нанео је озбиљне штете збиркама. За свега неколико дана, извршена је евакуација у јуну 1940. године. Нажалост, немачке трупе су ипак однеле око три стотине дела. После завршетка рата савезници су их покупили и вратили Италији.
У послератном периоду, у Уфицима је направљена нова систематизација слика по епохама, о чему је писао директор Салвини:
| „ | Савременост различитих израза ... у сплету односа који шаролико повезују уметнике из блиских и далеких регија. | ” |

Музеј је тако добио нови, међународни печат.
Педесетих година, великим архитектама попут Микеличија, Скарпеа и Гардела, поверена је реконструкција Сале примитиваца. Сала у којој су смештена Чимабуева и Ђотова Маеста, преуређена је тако да изгледа као унутрашњост старе тосканске цркве. Недавно је обновљен пројекат из шездесетих година, такозвани „Велики Уфици“, по коме галерија треба да се протеже дуж Вазаријевог здања.
Само два човека су током историје покушала да оскрнаве уметничку збирку породице Медичи: то су били Наполеон Бонапарта и Адолф Хитлер.

## Галерија
Колекција галерије Уфици је најзначајнија колекција италијанског ренесансног сликарства у свету. Поред тога, она садржи слике из периода XII - XVIII века, са многим делима низоземских, француских и немачких уметника.
Галерију Уфици годишње посети преко 1,5 милиона посетилаца, а посећеност константно бележи раст, те је током 2013. године музеј обишло 1.870.708 посетилаца.
- Симоне Мартини
Благовести, 305 x 265 cm
- Ђото
Маеста, 325 x 204 cm.
- Ђентиле да Фабриано
Поклоњење мудраца, 300 x 282 cm.
- Фра Анђелико
Крунисање Богородице, 112 x 114 cm
- Мазачо
Света Ана, 175 x 103 cm.
- Лоренцо Монако
Поклоњење мудраца, 115 x 177 cm.
- Сандро Ботичели
Рођење Венере, 173 x 279 cm.
- Сандро Ботичели
Пролеће, 203 x 314 cm.
- Сандро Ботичели
Поклоњење мудраца, 108 x 173 cm.
- Сандро Ботичели
Поклоњење мудраца, 111 x 134 cm.
- Пјеро дела Франческа:
Фредерико Монтефелтро и Батиста Сфорца, 47 x 66 cm
- Филипо Липи
Богородица и дете са анђелом,
95 x 64 cm.
- Леонардо да Винчи
Поклоњење мудраца, 243 x 246 cm.
- Леонардо да Винчи
Благовести, 98 x 217 cm.
- Верокио и Леонардо да Винчи
 Крштење Исусово, 177 x 151 cm.
- Ђовани Белини
Црквена алегорија, 73 x 119 cm.
- Пјеро ди Козимо
Персеј ослобађа Андромеду,
70 x 123 cm
- Андреа Мантења
Триптих, 86 x 162 cm.
- Пармиђанино
Богородица дугог врата, 216 x 132 cm.
- Тицијан
Урбинска Венера, 119 x 165 cm.
- Тицијан
Флора, 80 x 64 cm.
- Рафаел
Богородица са чешљугарем,
107 x 77 cm.
- Микеланђело
Света породица, пречник 120 cm.
- Рафаел
Портрет Лава X са два кардинала,
154 x 119 cm.
- Ђорђоне
Соломонско решење, 89 x 72 cm.
- Паоло Учело
Битка код Сан Романа, 182 x 220 cm.
- Ђорђоне
Испит Мојсијев, 89 x 72 cm.
- Каравађо
Жртва Аврамова, 104 x 135 cm
- Каравађо
Медуза, пречник 55 cm.
- Коређо
Одмор на путу за Египат,
124 × 107 cm.
- Рохир ван дер Вејден
Оплакивање Христа, 96 x 110 cm.
- Албрехт Дирер
Поклоњење мудраца, 99 x 114 cm.
- Рафаело
Аутопортрет
- Ханс Мемлинг
Богородица и анђели, 76 x 60 cm.
- Франсиско Гоја
Портрет Марије Терезије, 83 x 62 cm.
- Питер Паул Рубенс
Анри IV у битци код Иврија,
380 x 692 cm.
- Дијего Веласкез
Аутопортрет, 104 x 83 cm.
- Каравађо
Млади Бах, 95 x 85 cm.
- Бронзино
Портрет Елеоноре од Толеда,
115 x 96 cm.
- Рембрант
Портрет Јана Амоса Коменског,
104 x 86 cm.
- Рембрант
Аутопортрет из младости,
74 x 55 cm.
- Хуго ван дер Хус
Триптих Портинари, 253 x 304 cm.
- Албрехт Алтдорфер
Мученичка смрт Светог Флоријана,
76 x 67 cm.
- Антонис ван Дајк
Портрет Карла V, 191 x 123 cm.
- Паоло Веронезе
Мученичка смрт Свете Јустине,
103 x 113 cm.
- Ел Греко
Свети Јован и Фрањо, 110 x 86 cm.

## Галерија славних Фиренчана на фасади
Дуж улице деи Мађистрати, велики мајстор архитектуре Ђорђо Вазари подигао је ритмички низ складно поређаних фасада које обухватају шеталиште оивичено здањима Палацо Векио и Лођом деи Ланци, на једној, и портицима отвореним према Арну, на другој страни. Зато данас спољашњу фасаду музеја Уфици красе нише, удубљења у зиду која су дом за скулптуре чувених Фирентинаца, војсковођа, књижевника и владара.
- 01. Козимо де Медичи
- 02. Лоренцо Медичи
- 03. Андреа Оркања
- 04. Никола Пизано
- 05. Ђото
- 06. Донатело
- 07. Леон Батиста Алберти
- 08. Леонардо да Винчи
- 09. Микеланђело Буонароти
- 10. Данте
- 11. Франческо Петрарка
- 12. Ђовани Бокачо
- 13. Николо Макијавели
- 14. Франческо Ђучардини
- 15. Америго Веспучи
- 16. Франческо Феручи
- 17. Ђовани деле Банде Нере
- 18. Пјер Капони
- 19. Фарината дељи Уберти
- 20. Галилео Галилеј
- 21. Пјер Антонио Микели
- 22. Франческо Реди
- 23. Паоло Маскањи
- 24. Андреа Чезалпино
- 25. Сант'Антонино Пјероци
- 26. Акорсо да Бањоло
- 27. Гвидо Аретино
- 28. Бенвенуто Челини